# Gornji Dubič
Gornji Dubič (en serbe cyrillique : Горњи Дубич) est un village de Serbie situé dans la municipalité de Trstenik, district de Rasina. Au recensement de 2011, il comptait 79 habitants.

## Démographie
| 1948 | 1953 | 1961 | 1971 | 1981 | 1991 | 2002 | 2011 |
| ---- | ---- | ---- | ---- | ---- | ---- | ---- | ---- |
| 313  | 296  | 287  | 212  | 199  | 149  | 109  | 79   |

|  |